# Треверек
Тревере́к (фр. Trévérec, брет. Trevereg) — коммуна во Франции, находится в регионе Бретань. Департамент — Кот-д’Армор. Входит в состав кантона Плуа. Округ коммуны — Генган.
Код INSEE коммуны — 22378.

## География
Коммуна расположена приблизительно в 400 км к западу от Парижа, в 120 км северо-западнее Ренна, в 27 км к северо-западу от Сен-Бриё.
Река Леф образует восточную границу коммуны.

## Население
Население коммуны на 2016 год составляло 219 человек.
| 1962 | 1968 | 1975 | 1982 | 1990 | 1999 | 2008 | 2016 |
| ---- | ---- | ---- | ---- | ---- | ---- | ---- | ---- |
| 127  | 201  | 208  | 178  | 190  | 174  | 191  | 219  |

## Экономика
В 2007 году среди 109 человек в трудоспособном возрасте (15—64 лет) 78 были экономически активными, 31 — неактивными (показатель активности — 71,6 %, в 1999 году было 56,4 %). Из 78 активных работали 67 человек (39 мужчин и 28 женщин), безработных было 11 (6 мужчин и 5 женщин). Среди 31 неактивных 6 человек были учениками или студентами, 20 — пенсионерами, 5 были неактивными по другим причинам.